# Erebia herzi
Erebia herzi är en fjärilsart som beskrevs av Zusanek 1925. Erebia herzi ingår i släktet Erebia och familjen praktfjärilar. Inga underarter finns listade i Catalogue of Life.